# Natação nos Jogos Pan-Americanos de 2023 - Revezamento 4x200 m livre feminino
A competição de revezamento 4x200 m livre feminino da natação nos Jogos Pan-Americanos de 2023 foi disputada em 24 de outubro no Centro Acuático Estadio Nacional, em Santiago, no Chile. No total, competiram 54 atletas de 11 Comitês Olímpicos Nacionais (CON).

## Calendário
Horário local (UTC-4).
| Data          | Horário | Fase          |
| ------------- | ------- | ------------- |
| 24 de outubro | 10:35   | Eliminatórias |
| 24 de outubro | 17:31   | Final         |

## Medalhistas
|  | USA Estados Unidos                                                                        |  | BRA Brasil |  | CAN Canadá                                                                                              |
|  | Camille Spink Kayla Wilson Kelly Pash Paige Madden Amy Fulmer* Rachel Stege* Olivia Bray* |  | Maria Fernanda Costa Nathalia Almeida Stephanie Balduccini Gabrielle Roncatto Maria Paula Heitmann* Giovanna Diamante* Celine Bispo* Maria Luíza Pessanha* |  | Mary-Sophie Harvey Julie Brousseau Brooklyn Douthwright Katerine Savard Emma O'Croinin* Sydney Pickrem* |

* Atletas que só participaram das eliminatórias da prova, mas também receberam medalhas.

## Recordes
Antes desta competição, os recordes mundiais e dos Jogos Pan-Americanos da prova eram os seguintes:
| Tipo                             | Atleta         | Tempo   | Local   | Data                |
| -------------------------------- | -------------- | ------- | ------- | ------------------- |
|                                  | Austrália      | 7:37.50 | Fukuoka | 27 de julho de 2023 |
| Recorde dos Jogos Pan-Americanos | Estados Unidos | 7:54.32 | Toronto | 16 de julho de 2015 |

## Resultados

### Eliminatórias
Qualificação: As oito equipes mais rápidas (Q) se classificam para a final.
As eliminatórias foram realizadas em 24 de outubro.
| Pos. | Bateria | Raia | CON                                 | Atletas (parcial)                                                                                            | Tempo   | Notas |
| ---- | ------- | ---- | ----------------------------------- | --- | ------- | ----- |
| 1    | 1       | 4    | CAN Canadá                          | Katerine Savard (2:01.00) Brooklyn Douthwright (2:01.02) Emma O'Croinin (2:01.82) Sydney Pickrem (2:02.14)   | 8:05.98 | Q     |
| 2    | 2       | 4    | USA Estados Unidos                  | Amy Fulmer (2:02.10) Rachel Stege (2:02.45) Olivia Bray (2:02.29) Kelly Pash (2:00.56)                       | 8:07.40 | Q     |
| 3    | 1       | 5    | CUB Cuba                            | Laurent Estrada (2:05.22) Andrea Becali (2:02.34) Lorena González (2:06.71) Elisbet Gámez (2:05.50)          | 8:19.77 | Q     |
| 4    | 2       | 5    | BRA Brasil                          | Maria Mangabeira (2:02.19) Giovanna Diamante (2:04.95) Celine Bispo (2:06.87) Maria Luíza Pessanha (2:06.04) | 8:20.05 | Q     |
| 5    | 2       | 2    | VEN Venezuela                       | Paola Pérez (2:07.55) Fabiana Pesce (2:09.43) Mariana Cote (2:08.62) María Yegres (2:05.93)                  | 8:31.53 | Q     |
| 6    | 2       | 3    | MEX México                          | Athena Meneses (2:06.65) María Mata Cocco (2:04.58) Susana Hernández (2:10.21) Melissa Rodríguez (2:10.27)   | 8:31.71 | Q     |
| 7    | 1       | 3    | ARG Argentina                       | Agostina Hein (2:05.33) Lucia Gauna (2:09.39) Malena Santillán (2:09.58) Delfina Dini (2:07.58)              | 8:31.88 | Q     |
| 8    | 1       | 6    | CHI Chile                           | Inés Marín (2:04.68) Sarah Szklaruk (2:09.42) Mahina Valdivia (2:11.57) Monstserrat Spielmann (2:07.93)      | 8:33.60 | Q     |
| 9    | 2       | 6    | COL Colômbia                        | Karen Durango (2:05.33) Isabella Bedoya (2:13.66) Jasmín Pistelli (2:09.74) Laura Melo (2:12.72)             | 8:41.45 | R     |
| 10   | 2       | 7    | PER Peru                            | Sophia Ribeiro (2:09.71) María Bramont-Arias (2:12.69) Mckenna DeBever (2:08.17) Yasmin Silva (2:13.06)      | 8:43.63 | R     |
| 11   | 1       | 7    | JAM Jamaica                         | Sabrina Lyn (2:18.33) Emily MacDonald (2:11.12) Morgan Cogle Leanna Wainwright                               | 9:08.37 |       |
| 12   | 1       | 2    | EAI Equipe de Atletas Independentes | | DNS     |       |

### Final
A final foi realizada em 24 de outubro.
| Pos. | Raia | CON                | Atletas (parcial)                                                                                               | Tempo   | Notas |
| ---- | ---- | ------------------ | --- | ------- | ----- |
| 01 ! | 5    | USA Estados Unidos | Camille Spink (1:59.38) Kayla Wilson (1:58.76) Kelly Pash (1:58.62) Paige Madden (1:58.50)                      | 7:55.26 |       |
| 02 ! | 6    | BRA Brasil         | Maria Costa (1:58.39) Nathalia Almeida (1:59.65) Stephanie Balduccini (1:58.40) Gabrielle Roncatto (1:59.41)    | 7:55.85 |       |
| 03 ! | 4    | CAN Canadá         | Mary-Sophie Harvey (1:59.40) Julie Brousseau (1:58.54) Brooklyn Douthwright (1:59.16) Katerine Savard (1:59.88) | 7:56.98 |       |
| 4    | 3    | CUB Cuba           | Andrea Becali (2:01.95) Lorena González (2:03.68) Laurent Estrada (2:04.00) Elisbet Gámez (2:01.40)             | 8:11.03 |       |
| 5    | 7    | MEX México         | María Mata Cocco (2:02.39) Athena Meneses (2:05.35) Susana Hernández (2:08.00) Karen Rodríguez (2:07.82)        | 8:23.56 |       |
| 6    | 1    | CHI Chile          | Inés Marín (2:03.78) Monstserrat Spielmann (2:06.10) Mahina Valdívia (2:10.10) Sarah Szklaruk (2:06.68)         | 8:26.66 |       |
| 7    | 2    | VEN Venezuela      | Maria Yegres (2:03.03) Paola Perez (2:07.58) Mariana Cote (2:09.11) Fabiana Pesce (2:11.27)                     | 8:30.99 |       |
| 8    | 8    | PER Peru           | Sophia Ribeiro (2:09.57) Maria Bramont-Arias (2:15.00) María Fe Muñoz (2:15.40) Yasmin Silva (2:18.41)          | 8:58.38 |       |

Legenda
| Recorde mundial                  | Recorde mundial (World record)               |                       | Recorde africano                      | Recorde africano (African) |                                           | Q | Classificado por posição (Qualified) |
| Recorde dos Jogos Pan-Americanos | Recorde pan-americano (Pan-American record)  | Recorde da América    | Recorde da América (Americas)         | q                          | Classificado por melhor tempo (Qualified) |   |                                      |
| Melhor marca do ano              | Melhor marca do ano (World leading)          | Recorde asiático      | Recorde asiático (Asian)              | DNS                        | Não largou (Did not start)                |   |                                      |
| Recorde nacional                 | Recorde nacional (National record)           | Recorde europeu       | Recorde europeu (European)            | DNF                        | Não terminou (Did not finish)             |   |                                      |
| Recorde pessoal                  | Recorde pessoal do atleta (Personal best)    | Recorde da Oceania    | Recorde da Oceania (Oceania)          | DSQ / DQ                   | Desclassificado (Disqualified)            |   |                                      |
| Recorde da temporada             | Recorde da temporada do atleta (Season best) | Recorde sul-americano | Recorde sul-americano (South America) | NM                         | Sem marca (No mark)                       |   |                                      |